# 阿佐莱特
阿佐莱特（法語：Azolette，法語發音：[azɔlɛt]）是法国罗讷省的一个市镇，属于索恩河畔自由城。

## 地理
阿佐莱特（46°11'35"N, 4°25'7"E）面积4.18 平方千米，位于法国奥弗涅-罗讷-阿尔卑斯大区罗讷省，该省份为法国中东部省份，北起顺时针与索恩-卢瓦尔省、安省、里昂大都会、伊泽尔省和卢瓦尔省接壤。
与阿佐莱特接壤的市镇（或旧市镇、城区）包括：普罗皮耶尔、贝勒罗什、圣日耳曼拉蒙塔涅。

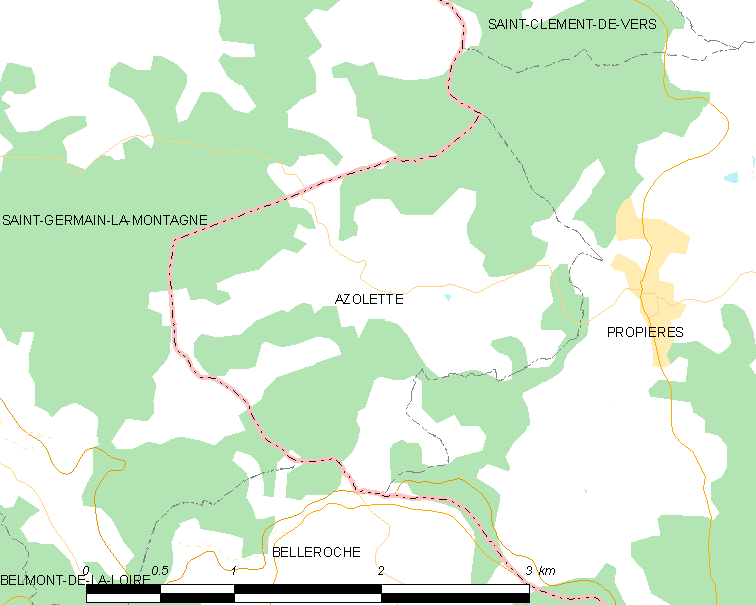
阿佐莱特的OSM定位图

阿佐莱特的时区为UTC+01:00、UTC+02:00（夏令时）。

## 行政
阿佐莱特的邮政编码为69790，INSEE市镇编码为69016。

## 政治
阿佐莱特所属的省级选区为蒂济莱布尔县。

## 人口

1962-2008年间阿佐莱特人口变化图示

阿佐莱特于2022年1月1日时的人口数量为122人。